# 神田凜星
神田 凜星（かんだ りんせい、2000年9月22日 - ）は、大阪府大阪市出身のプロサッカー選手。ポジションはミッドフィルダー、関東サッカーリーグ2部・エリース東京FC所属。

## 経歴
静岡学園高校2年時にインターハイに出場、3年時には静岡ユース（静岡県高校選抜）の一員としてSBSカップ 国際ユースサッカーに出場。Jクラブの練習参加などを経験し、2019年3月には自らの意思で拠点をブラジルに移す。アトレチコ・ゴイアニエンセ（ブラジル・セリエB）のU-20チームに加入。同年9月以降は交代出場ながらもゴイアス州のトーナメントを経験。出場した9試合の中で1ゴール2アシストを記録した。
2020年3月11日にはプロチームリオ・ブランコECと契約。チームでは唯一の外国人選手であり、同校出身では三浦知良に次ぐブラジルでのプロ契約であった。

## 所属クラブ
- 静岡学園高校
- 2019年 - 2020年  アトレチコ・ゴイアニエンセ
- 2020年  リオ・ブランコEC
- 2021年  コメルシアウFC
- 2022年  エスペランサSC
- 2023年 -  エリース東京